# آن لاکاتون
آن لاکاتون (زادهٔ ۲ اوت ۱۹۵۵) معمار فرانسوی است. او به همراه ژان فیلیپ واسال دفتر معماری «لاکاتون و واسال» را اداره می‌کند. این زوج به‌طور مشترک در سال ۲۰۲۱ جایزه معماری پریتزکر را دریافت کردند.

## پس‌زمینه و تحصیلات
لاکاتون در ۲ اوت ۱۹۵۵ در سن پادو لا ریویر به دنیا آمد. در رشتهٔ معماری از مدرسه ملی بوردو فارغ‌التحصیل شد و مدرک کارشناسی ارشدش را در رشته برنامه‌ریزی شهری از دانشگاه بوردو در سال ۱۹۸۴ گرفت. لاکاتون با واسال در نیجر آشنا شد. واسال در ان کشور به عنوان یک معمار و شهرساز کار می‌کرد. این زوج اولین پروژه مشترک خود را که کلبه‌ای از پوشال بود در آنجا ساختند.

## فعالیت‌های معماری
در سال ۱۹۸۷، لاکاتون و واسال دفتر معماری خود را تأسیس کردند. این دفتر که بدواً در شهر بوردو مستقر بود، در سال ۲۰۰۰ به پاریس نقل مکان کرد. فعالیت‌های لاکاتون و واسال عمدتاً بر ساخت و ساز کم هزینه متمرکز است.

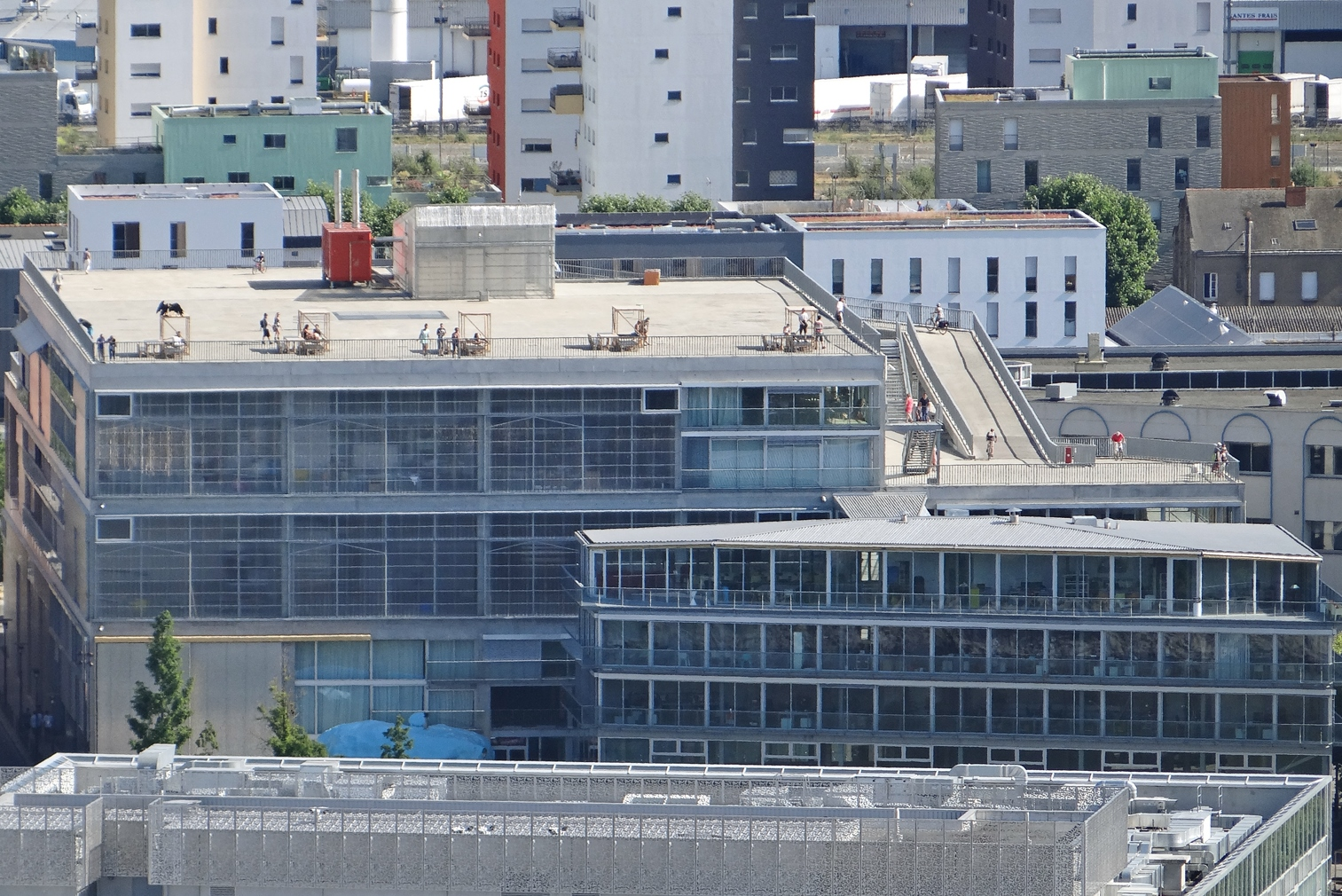
دانشکده معماری، نانت

او به عنوان دانشیار در مؤسسه فناوری فدرال زوریخ (یکی از معتبرترین دانشگاه‌های اروپا و جهان) تدریس می‌کند.
لاکاتون به همراه واسال در سال ۲۰۲۱ جایزه معماری پریتزکر دریافت کرد. این زوج پیشتر موفق به دریافت جایزه یک عمر دستاورد در سال ۲۰۱۶ میلادی، جایزه معماری معاصر اتحادیه اروپا در سال ۲۰۱۹ میلادی و جایزهٔ جایزه رولف شوک در سال ۲۰۱۴ شده بودند.

### پروژه‌های شاخص
- بازسازی پروژه ۵۳۰ واحدی گراند پارک (این پروژه، به دلیل بهبود کیفیت فضایی، افزایش سطح زندگی ساکنان آن و همچنین کاهش هزینه های اقتصادی و بهینه سازی شرایط زیست محیطی موفق به دریافت جایزه معماری معاصر اتحادیه اروپا جایزه میس فن در روهه شد)
- طراحی ۱۴ مسکن اجتماعی در کُمون مولوز فرانسه در سال ۲۰۰۵ میلادی
- طراحی دانشکده علوم مدیریت در شهر بوردو فرانسه در سال ۲۰۰۸ میلادی
- طراحی آپارتمان ۵۳ واحدی در کُمون سن-نزر فرانسه در سال ۲۰۱۱ میلادی
- طراحی یک مجموعه فرهنگی و تئاتر چندمنظوره در شهر لیل (فرانسه) در سال ۲۰۱۳ میلادی
- طراحی مسکن اجتماعی+دانشجویی در شهر پاریس فرانسه در سال ۲۰۱۳ میلادی
- طراحی مسکن اجتماعی ۵۹ واحدی در کُمون مولوز در سال ۲۰۱۴ میلادی
- طراحی یک ساختمان مسکونی+اداری در شهر ژنو سوئیس در سال ۲۰۲۰ میلادی